# Tönning
Tönning (plattyska: Tünn, Tönn eller Tönnen; danska: Tønning; frisiska: Taning) är en stad i förbundslandet Schleswig-Holstein i norra Tyskland. Staden tillhör distriktet Nordfriesland och här inträffade Kapitulationen i Tönningen år 1713.